# Podarg de Horsfield
El podarg de Horsfield(Batrachostomus javensis) és una espècie d'ocell de la família dels podàrgids (Podargidae) que habita la selva humida de Java.